# Joseph Michael Sullivan
Joseph Michael Sullivan (ur. 23 marca 1930 w Brooklynie, Nowy Jork, zm. 7 czerwca 2013 w East Meadow, Nowy Jork) – amerykański duchowny katolicki, biskup pomocniczy Brooklynu w latach 1980-2005.

## Życiorys
Święcenia kapłańskie otrzymał 2 czerwca 1956 i inkardynowany został do rodzinnej diecezji.
4 października 1980 papież Jan Paweł II mianował go biskupem pomocniczym diecezji brooklińskiej ze stolicą tytularną Suliana. Sakry udzielił mu ówczesny ordynariusz Francis John Mugavero. Na emeryturę przeszedł 12 maja 2005.
Zmarł w wyniku ran odniesionych 30 maja 2013 w wypadku samochodowym w okolicy Syosset na Long Island.